# Liophis perfuscus
Liophis perfuscus је гмизавац из реда Squamata и фамилије Colubridae.

## Угроженост
Ова врста се сматра угроженом.

## Распрострањење
Барбадос је једино познато природно станиште врсте.

## Станиште
Врста Liophis perfuscus има станиште на копну.